# 大寺眞輔
大寺 眞輔（おおでら しんすけ、1965年 - ）は、日本の映画評論家。早稲田大学教育学部非常勤講師、日本大学芸術学部映画学科講師（非常勤）。音楽事務所のアベック・プレジール代表だったが、アベック・プレジールは事業形態を変更し、映画関係事業、映画批評、出版、イベント企画、翻訳（英仏）、印刷、デザインＨＰ作成、管理などを専門にしている。

## 略歴
2004年より、横浜日仏学院シネクラブの主催者として講演を行っている。2005年、シネクラブでの9回の対談を収めた『現代映画講義』を発表する。
2006年、京都国際学生映画祭の審査員をつとめる。
2011年、上映団体DotDashを立ち上げ、ジョアン・ペドロ・ロドリゲス特集上映の実現のためにクラウドファンディングを使って運営資金を募ったことが話題となる。

## 著書
- 『現代映画講義』（青土社、2005年）